# Cementerio de Choa Chu Kang
El Cementerio de Choa Chu Kang (en chino: 蔡厝港坟场; en inglés: Choa Chu Kang Cemetery; en malayo: Kawasan Perkuburan Choa Chu Kang) es el cementerio más grande de Singapur. Situado en el oeste de la isla, muy cerca de la Base Aérea de Tengah y en la confluencia de la antigua vía Choa Chu Kang Road, la vía Lim Chu Kang y la Jalan Bahar. Comprende espacios para los chinos, cristianos, ahmadiyya jamaat, musulmanes, parsis, Bahá'í, judíos e hindúes. Actualmente, es el único cementerio de entierros que permanece en operación en el lugar.
También dentro de sus instalaciones, están varios columbarios para incineraciones, incluyendo el estatal Choa Chu Kang y dos con baños privados, a saber, el Jardín de la Memoria, un columbario cristiano y el Parque conmemorativo Ji Le, un centro budista.